# Beleg van Schenkenschans (1599)
Het Beleg van Schenkenschans in 1599 was van 28 april tot begin mei 1599 een mislukte belegering door Andreas van Oostenrijk (kardinaal van Oostenrijk) op de Gelderse Schenkenschans op de splitsing van de Rijn en de Waal (en nu een deel van de Duitse stad Kleef).

## Aanloop
Maurits van Nassau, de latere prins van Oranje, had Zevenaar bezet, het Tolhuis te Lobith ingenomen, Nijmegen, Zutphen, Deventer en Doesburg hielden stand; hij kon zich nu op de Bommelerwaard richten. Tussentijds had Maurits de schans versterkt die Maarten Schenck in 1586 op het eiland Voshol in het Gelderse 's Gravenwaard opgeworpen had. Maurits had de schans nu laten uitbreiden tot fort en deze met twee bastions en paalwerk laten versterken. Op verschillende plekken had hij schipbruggen laten aanleggen. Daarnaast een onafgebroken reeks van seinen langs de rivieren laten plaatsen. Vanuit deze strategische plaats, gelegen bij de splitsing van twee grote rivieren kon hij in een mum van tijd, ieder bedreigd punt aanvallen. Francesco de Mendoza lag gelegerd in de Gelderse Waard. Hij kreeg opdracht van Andreas van Oostenrijk om Schenkenschans te veroveren, door hem de "Sleutel van de eilanden" genoemd. Eenmaal bemachtigd, zou men meester zijn van de Rijn en Waal, werd Holland gebonden en de IJsselsteden afgesneden. Mendoza vertrok op 20 april en verplaatste zijn leger naar de Schenkenschans. Op de 17e liet hij een deel van de troepen de Rijn overtrekken, op de 19e de rest, waaronder de kardinaal zelf.

## Beleg
Op 28 april lagen de legers van Mendoza op schootsafstand. De troepen van Frederik van den Bergh lagen bij Griethausen en rondom Kleef. Hij liet een schipbrug komen om een verbinding te leggen tussen Rees en Emmerik. Vandaar dreef hij de Staatse vloot stroomafwaarts Nu konden zij vanaf twee oevers enkele batterijen oprichten. Vanaf de ene oever met negen stukken, vanaf de andere oever met twaalf stukken. Er werd fel teruggeschoten vanuit de schans. Maurits had achthonderd Engelsen van Francis Vere (die zelf in Engeland was) en honderd pioniers binnen de schans geplaatst. Intussen voer kolonel La Barlotte op de nacht van 1 mei in het geheim met een leger van vijfduizend man stroomopwaarts Maas. Hij ontscheepte te Hedel in de Bommelerwaard. De admiraal hoorde van dit nieuws en besloot het beleg op te breken.

## Nasleep
De admiraal nam nu bij verrassing op 11 mei het fort Crèvecoeur in. Maurits was al eerder op de hoogte van deze plannen. Echter had hij gehoopt dat ze het alleen op de Schenkenschans hadden voorzien en zich daarom ook daar verschanst. Toen het hem duidelijk werd dat het eigenlijk om Zaltbommel ging, trok hij meteen daarnaartoe, precies op tijd. Zaltbommel had niet stand kunnen houden tegen het leger van La Barlotte. Mendoza zou later in Rees meer geluk hebben. De Schenkenschans bleef stevig in Staatse handen. In 1630 werd middels verraad een poging ondernomen, waarbij geld aangeboden werd aan een van de bevelhebbers binnen de schans. Tijdens het beleg van 1635-1636 zou de schans overmeesterd worden, waarbij het merendeel van de bezetting om het leven kwam en de schans geplunderd werd.